# 黎新民
黎新民（1910年—1980年），男，江西萍乡人，中华人民共和国军事人物，中国人民解放军少将，曾任广州军区后勤部副政治委员。